# Classe Rhin
La classe Rhin è stata una classe di 5 navi di sostegno mobile (in francese: Bâtiments de Soutien Mobile (BSM)) costruita per la Marine nationale; le navi furono in servizio tra il 1964 e il 2009 e portano il nome di 5 fiumi francesi. Inizialmente le navi erano denominate navi di sostegno logistico (in francese: Bâtiments de Soutien Logistique (BSL)).

## Introduzione
La crisi di Suez (fine 1956) aveva messo in evidenza l'insufficienza dei mezzi logistici della "Force Navale d'Intervention". Lo Stato Maggiore Generale domanda quindi, nell'autunno, al Service Technique des Constructions et Armes Navales di studiare delle navi «destinate ad assicurare il mantenimento in condizioni operative delle diverse formazioni che la Marina può essere portata ad operare simultaneamente».
Queste navi presero il nome di « Bâtiments de Soutien Logistique » (BSL). Ci si orienterà verso la costruzione di diverse navi di tonnellaggio contenuto, possedenti delle caratteristiche comuni. Quattro versioni furono previste all'origine: (sostegno) Elettronico, Anfibio, Dragamine e Sottomarino. In realtà, le versioni saranno cinque:
- La Rhin: sostegno « elettronico »;
- La Rhône: sostegno dei sottomarini;
- La Garonne: sostegno di squadra in meccanica ed elettricità generale;
- La Rance: sostegno medico;
- La Loire: sostegno dei dragamine.

Nel 1985 la denominazione delle navi cambia e passa da « Bâtiments de Soutien Logistique » (BSL) a  «Bâtiments de Soutien Mobile» (BSM).
Tutte le navi, tranne la Garonne, hanno la possibilità di imbarcare un elicottero.

## Missioni
- L'attività principale della Rhin è il sostegno alle navi dislocate nelle Antille francesi e nella Guyana francese; il suo compito è quello di riparare sul posto queste navi senza doverle inviare in Francia metropolitana. Il parco navi è composto da una Frégate de Surveillance (Ventose), di un BATRAL (Francis Garnier) e di tre P400 (La Fougueuse, La Capricieuse et La Gracieuse), di vedette della gendarmeria e di navi di passaggio nella zona. Per fare questo, la Rhin dispone di 1.700 m³ di magazzini, 13.000 riferimenti di pezzi di ricambio e 60 macchinari.
- L'attività principale della Rhône è il sostegno e l'accompagnamento dei sottomarini. Essa dispone di laboratori di riparazione per la meccanica, l'elettricità e l'elettronica; di spazi per lo stoccaggio e la manutenzione dei siluri; di alloggi per gli equipaggi di due sottomarini.
- L'attività principale della Garonne è il sostegno meccanico ed elettrico. Essa dispone di laboratori, ripartiti su 800 m², per la meccanica ingenerale, il controllo dei motori, le caldaie, la carpenteria, l'elettricità e, più limitatamente, per le armi e gli equipaggiamenti (sonar, trasmissioni, ect.).
- L'attività principale della Rance è il sostegno medico. Inizialmente essa forniva il supporto agli esperimenti nucleari nel Pacifico. Essa dispone di laboratori, atelier e alloggi per ingegneri e tecnici e di un ospedale con sala radiologica e blocco operatorio.
- L'attività principale della Loire è il sostegno alla lotta di mine. Essa dispone di laboratori di elettronica, di meccanica, di elettricità, di carpenteria e di locali per i sommozzatori e il loro materiali. Dispone anche di un'infermeria con 16 posti letto e di una camera di decompressione.

## Unità
| Marine nationale | Marine nationale | Marine nationale | Marine nationale | Marine nationale | Marine nationale | Marine nationale | Marine nationale                 |
| n°               | Nome             | Cantiere         | Impostata        | Varata           | In servizio      | Disarmata        | Note                             |
| ---------------- | ---------------- | ---------------- | ---------------- | ---------------- | ---------------- | ---------------- | -------------------------------- |
| A615             | Loire            | DCAN, Lorient    | 09/07/1965       | 01/10/1966       | 10/10/1967       | 24/10/2009       | Soutien guerre des mines         |
| A617             | Garonne          | DCAN, Lorient    | 23/12/1963       | 08/08/1964       | 01/09/1965       | 2003             | Soutien mécanique et électricité |
| A618             | Rance            | DCAN, Lorient    | 14/08/1964       | 05/05/1965       | 05/02/1966       | 1997             | Soutien Santé                    |
| A621             | Rhin             | DCAN, Lorient    | 24/04/1961       | 17/03/1962       | 01/03/1964       | 2002             | Soutien « Electronique »         |
| A622             | Rhône            | DCAN, Lorient    | 23/02/1962       | 08/12/1962       | 12/10/1964       | 1997             | Soutien de sous-marins           |